# بيدرو فاسكيز غونزاليس
بيدرو فاسكيز غونزاليس (بالإسبانية: Pedro Vázquez González)‏ هو اقتصادي ومحامي وسياسي مكسيكي، ولد في 23 أكتوبر 1953 في دورانجو في المكسيك. حزبياً، نشط في Labor Party (Mexico) ‏. وقد انتخب عضو مجلس النواب المكسيك.